# Kościół Mariacki w Halle
Kościół Mariacki w Halle (niem. Marktkirche Unser Lieben Frauen in Halle lub Marienkirche) – kościół położony w Halle nad Soławą (kraj związkowy Saksonia-Anhalt) przy ul. An der Marienkirche 2.
Kościół Mariacki jest najmłodszym spośród średniowiecznych kościołów Halle. Jest zaliczany do najbardziej znaczących budowli późnego gotyku na terenie środkowych Niemiec. Jego cztery wieże tworzą razem ze znajdującą się w pobliżu Czerwoną Wieżą charakterystyczny punkt orientacyjny miasta nad Soławą, które dzięki temu uzyskało przydomek miasta pięciu wież (niem. Stadt der fünf Türme).
W 2004 świętowano 450. rocznicę ukończenia budowy kościoła Mariackiego.

Nie znajdziecie na całym świecie kościoła, w którym Luter trzy razy wygłaszał kazanie, Georg Friedrich Händel został ochrzczony a którego wielkie organy zainaugurował Johann Sebastian Bach. (Prof. Oskar Rebling, organista w kościele Mariackim w latach 1919-1967)

## Historia
Kościół Mariacki ma niezwykłą historię powstania. Pomiędzy dwiema parami dwóch starszych wież położonych w pobliżu siebie kościołów św. Gertrudy (St. Gertruden) i Mariackiego (St. Marien), wyburzonych w 1529 Caspar Kraft i Nickel Hofmann zbudowali w latach 1530–1534 halowy korpus z emporami, przykryty sklepieniem sieciowym w nawie środkowej a gwiaździstym w nawach bocznych. Fragmenty architektury romańskiej przetrwały we wschodnich wieżach, tzw. Strażniczych (Hausmannstürme). Starszy z wyburzonych, położony od strony zachodniej kościół św. Gertrudy pochodził z XI w. i był kościołem górników solnych wydobywających sól w Tal zu Halle, w pobliżu dzisiejszego placu Hallmarkt. Położony od wschodu kościół Mariacki, wybudowany w XII w. był kościołem parafialnym kupców i rzemieślników górniczego miasta, obejmującym wyżej położone ulice wokół Marktplatz.

### Poprzednie kościoły

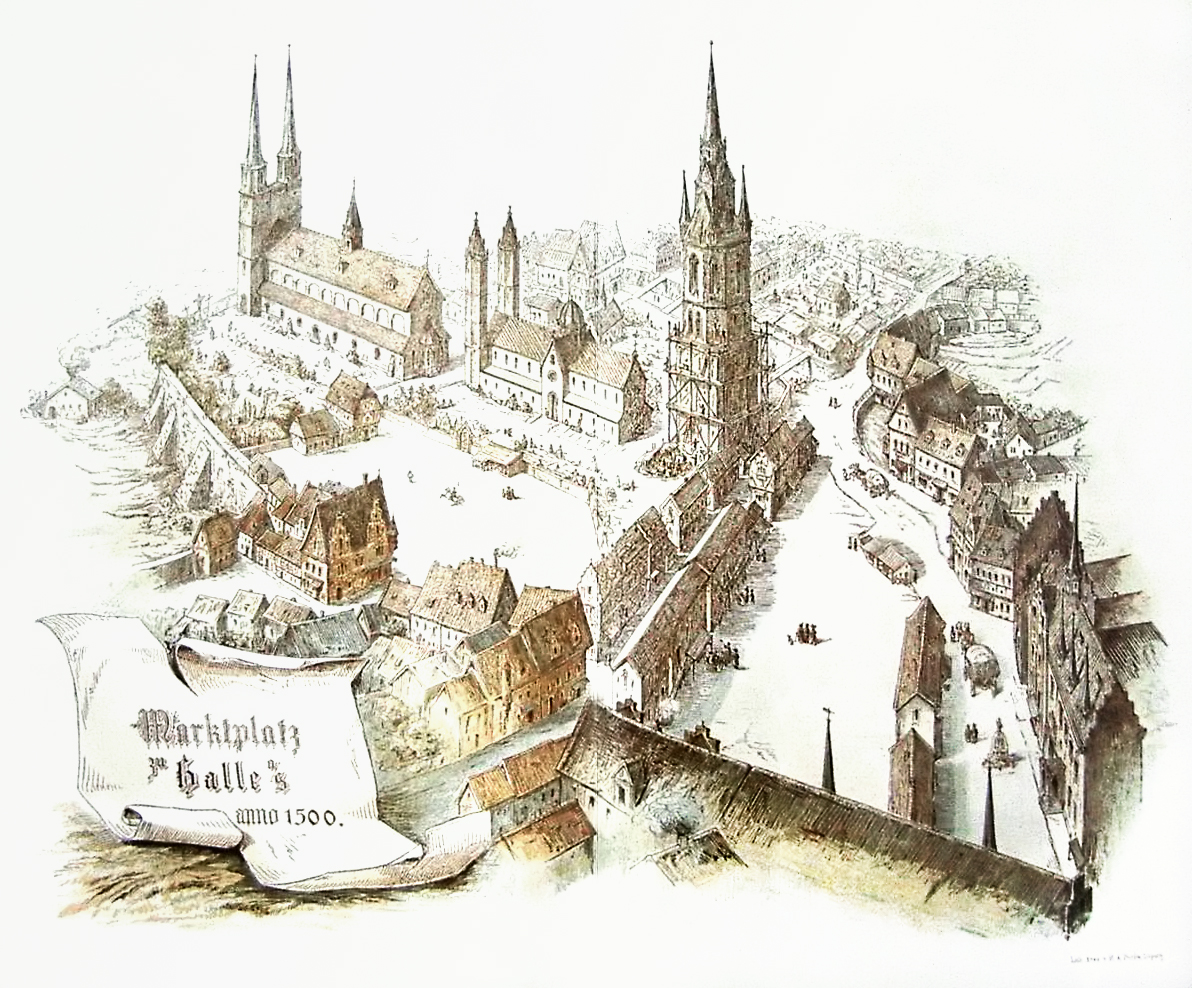
Zrekonstruowany w 1889 przez Gustava Hertzberga widok Marktplatz w Halle z ok. 1500, z widocznymi z lewej strony kościołami św. Gertrudy i Mariackim przed ich wyburzeniem

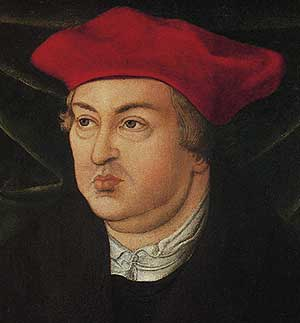
Kardynał Albrecht von Brandenburg – portret pędzla Lucasa Cranacha Starszego

Rezydujący w Halle apodyktyczny kardynał Albrecht von Brandenburg, arcybiskup Moguncji i Magdeburga, jeden z najpotężniejszych elektorów Rzeszy, potrzebował dla swojej siedziby reprezentacyjnego kościoła położonego w centrum, odpowiadającego jego ambicjom. Kardynał i katoliccy członkowie rady miejskiej poprzez wybudowanie nowej świątyni chcieli powstrzymać wpływ postępującej reformacji i utrzymać dalsze istnienie patronatu nad miastem; nowy kościół miał przy tym służyć do odprawiania jeszcze wspanialszych mszy i innych nabożeństw.
Z inicjatywy kardynała w poniedziałek, drugiego dnia świąt Zesłania Ducha Świętego 17 maja 1529 rada arcybiskupia, magistrat i obaj proboszczowie podjęli po gruntownych naradach decyzję o wyburzeniu swoich kościołów parafialnych i pozostawieniu ich wież. Na tym samym miejscu, pomiędzy parami wież, postanowiono wznieść jeden korpus nawowy, który by je połączył. Wraz z wyburzeniem kościołów postanowiono też zlikwidować otaczające je dotychczas cmentarze a zajmowany przez nie teren połączyć w jedną działkę. Na nowy cmentarz wybrano miejsce poza miastem, w miejscu zwanym Martinsberg. Założony wówczas cmentarz istnieje do dziś pod nazwą Stadtgottesacker i jest udostępniony do zwiedzania. Wzniesione na nim nagrobki są uważane za ważne świadectwo dawnej sztuki cmentarnej.

### Obecny kościół
W latach 1529–1530 wyburzono korpusy obu starych kościołów. Zachowano jedynie od zachodu parę tzw. Błękitnych Wież (Blaue Türme) kościoła św. Gertrudy z ok. 1400, zwieńczonych w latach 1507–1513 spiczastymi hełmami a od wschodu tzw. Wieże Strażnicze (Hausmannstürme) kościoła Mariackiego, wzniesione na późnoromańskich fundamentach, z renesansowymi nadbudowami z lat 1551–1554, połączone u góry pomostem dla potrzeb strażnika wieżowego, do którego obowiązków należało bicie w dzwony na wypadek zauważenia pożaru czy innego niebezpieczeństwa zagrażającego miastu. Jego izba w wieży jest przy pewnych okazjach udostępniana do zwiedzania, natomiast na pomoście łączącym obie wieże organizowane są obecnie, zwłaszcza w okresie świat Bożego Narodzenia, kameralne koncerty muzyków grających na instrumentach dętych, przeznaczone dla gości i turystów odwiedzających rynek staromiejski.

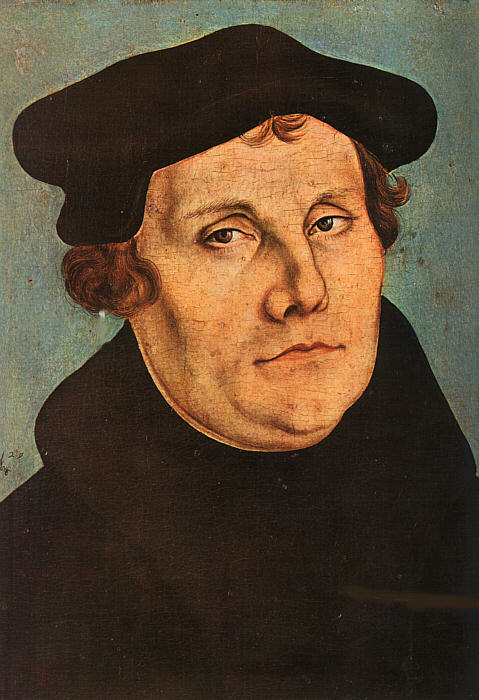
Marcin Luter – portret pędzla Lucasa Cranacha Starszego (1529)

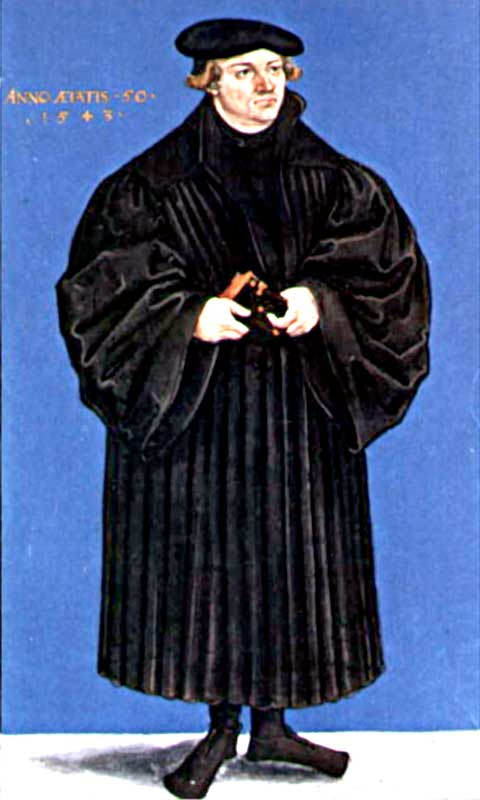
Justus Jonas w sztambuchu Cranacha (1543)

Wybudowany pomiędzy parami wież nowy kościół to ostatnia wielka budowla halowa późnego gotyku górnosaksońskiego, należąca do wybitnych osiągnięć architektonicznych swojej epoki na terenie środkowych Niemiec. Projekt budowli sporządził budowniczy miejski Caspar Krafft. Po jego śmierci w 1540 budowę kontynuował Nickel Hoffmann. Wybudował on zachodnią połowę kościoła i empory. Budowa trwała od 1530 do 1544 z krótką przerwą w latach 1539–1542. Na zakończenie budowy wskazuje inskrypcja na południowej emporze:

"DVRCH GOTES HVLF HAB ICH NICKEL HOFMAN DISEN BAW IM 1554 VOLENDET".

Rynkowy kościół, którego budowę rozpoczęto dla dania odporu szerzącym się poglądom reformacyjnym, stał się miejscem, z którego ambony Justus Jonas poprzez wygłoszenie w Wielki Piątek 1541 kazania oficjalnie wprowadził reformację w Halle. Nabożeństwo musiało częściowo odbywać się pod gołym niebem, jako że wówczas prace budowlane ukończone były jedynie przy wschodnich partiach korpusu świątyni. W tym samym roku kardynał Albrecht von Brandenburg opuścił miasto na zawsze, po tym jak stany miejskie ogłosiły swoją gotowość do przejęcia jego ogromnego zadłużenia. W 1546 w kościele Mariackim wystawiono na widok publiczny trumnę ze zwłokami Marcina Lutra, zdążającą z orszakiem pogrzebowym z Eisleben do Wittenbergi; Luter w latach 1545–1546 trzykrotnie nauczał w tutejszym kościele.
W maju 2006 dla upamiętnienia reformacji i czołowego reformatora otwarto w przyziemiu Błękitnych Wież niewielkie Muzeum Lutra. Można w nim obejrzeć m.in. maskę pośmiertną Lutra wykonaną 19 lutego 1546 w celu utrwalenia jego wizerunku oraz odciski jego dłoni.

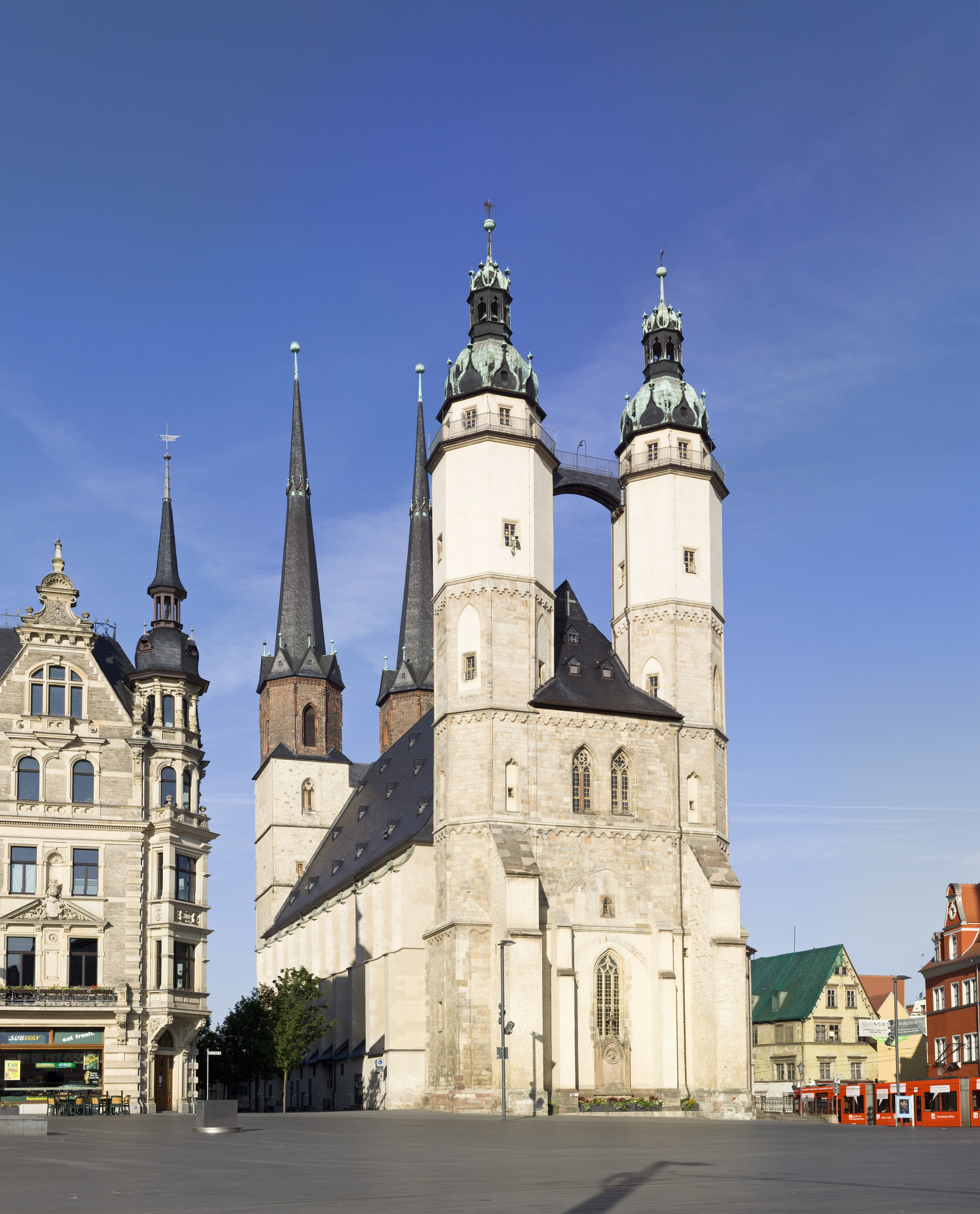
Kościół Mariacki w dzień

W latach 1840–1841 przestrzeń wokół ołtarza została przekształcona według planów Wilhelma Augusta Stapla i Karla Friedricha Schinkla. Julius Hübner, malarz specjalizujący się w tematyce historycznej, namalował nowy obraz ołtarzowy, zainspirowany tekstem „Schaut die Lilien“ zaczerpniętym z Kazania na górze.
Kościół Mariacki w ciągu swej historii nie przeszedł większych zmian zarówno na zewnątrz jak i wewnątrz. Uszkodzenia wywołane bombardowaniami w 1945 zostały usunięte do 1948.
Pierwszy niezbędny remont budowli miał miejsce po 1967, kiedy to woda wydostająca się z pękniętych rur centralnego ogrzewania mocno uszkodziła wnętrze kościoła i jego wyposażenie. Prace remontowo-modernizacyjne przeprowadzone w latach 1968–1983 należały do największych tego typu przedsięwzięć w NRD. Przeprowadzono je pod nadzorem urzędu konserwatorskiego Institut für Denkmalpflege. Postanowiono wówczas przywrócić świątyni w znacznym stopniu wygląd, jaki miała w XVI w. W myśl tych założeń pierwotny poliptyk powrócił na swoje dawne miejsce a ołtarzowy obraz Hübnera przeniesiono do zakrystii.

## Biblioteka Mariacka i parafia Marktkirchengemeinde
Do kościoła Mariackiego należy biblioteka Mariacka (Marienbibliothek). Jest ona jedną z najstarszych i największych bibliotek kościelnych w Niemczech. Została założona w 1552 przez teologa i pastora kościoła Mariackiego, Sebastiana Boetiusa. Do czasu założenia Biblioteki Uniwersyteckiej i Krajowej Saksonii-Anhalt (Universitäts- und Landesbibliothek Sachsen-Anhalt) w 1694 była ona jedyną, publiczną biblioteką naukową w mieście.
Do parafii ewangelicko–luterańskiej Marktkirchengemeinde, powstałej przed wiekami z połączenia parafii św. Gertrudy i Mariackiej, dołączyli na początku lat 70. XX w. członkowie wspólnot parafialnych Ulrichsgemeinde i Moritzgemeinde a od 2001 również Georgengemeinde.

## Architektura
W porównaniu z innymi świątyniami Starego Miasta kościół Mariacki prezentuje się jako dzieło nader wystawne. Jest ostatnią z wielkich późnośredniowiecznych budowli sakralnych na terenie Saksonii, rozpoczętych przed nadejściem reformacji.

### Korpus nawowy i wieże

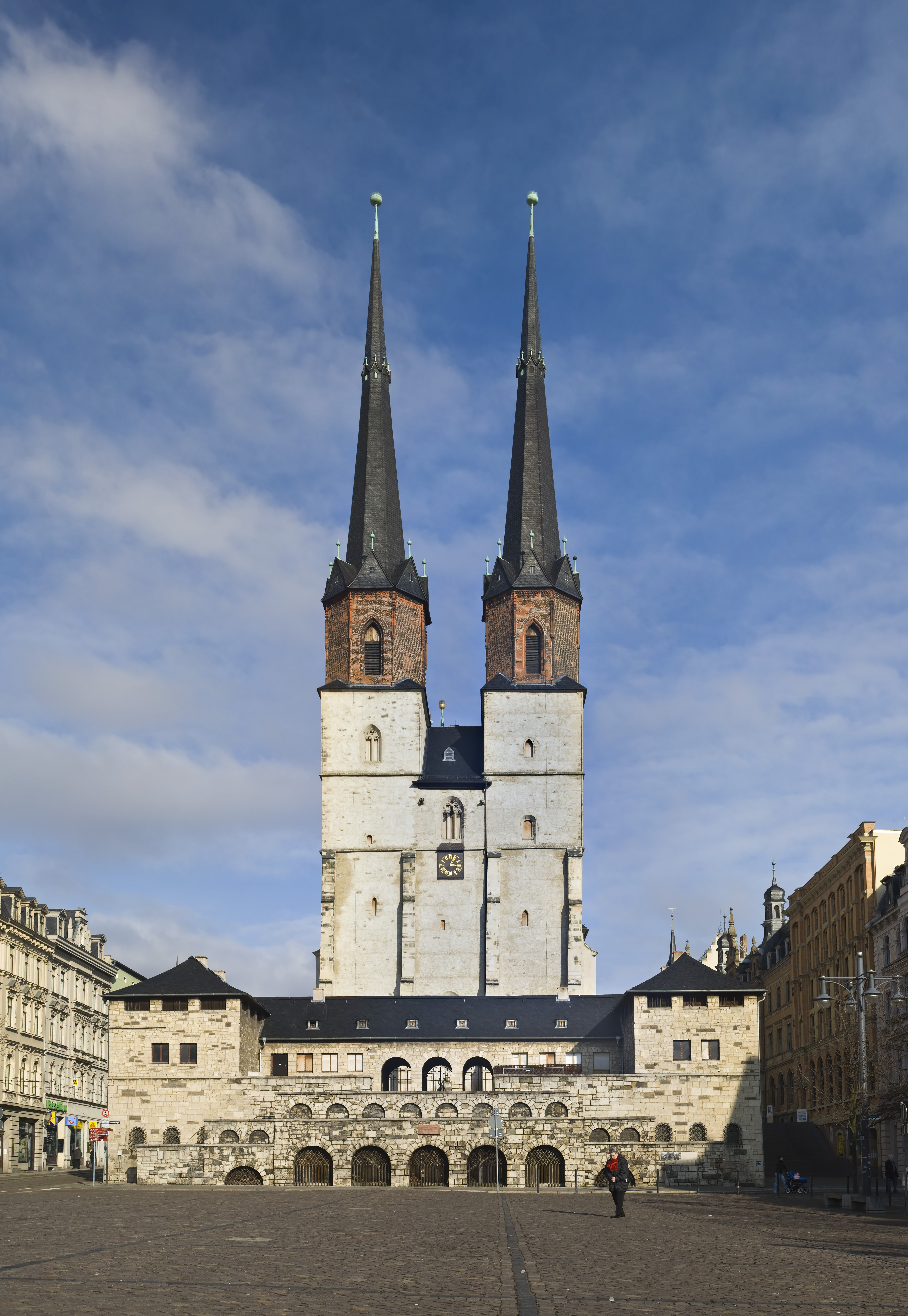
Zachodnia fasada kościoła – widok od strony placu Hallmarkt

Trzynawowy, pozbawiony prezbiterium gotycki kościół ma ok. 88 m długości i 24 m szerokości. Jego fasadę zachodnią stanowią dwie bliźniacze wieże, tzw. Błękitne (niem. Blaue Türme), z XIV i XV w. Na ich trzonach, wzniesionych z prostych bloków kamiennych, zbudowano z cegieł ośmiokątne nadbudówki, zwieńczone w latach 1507–1513 wysokimi spiczastymi hełmami. Fasadę wschodnią natomiast stanowią dwie wieże tzw. Strażnicze (Hausmannstürme), mające 58,50 m wysokości. Ich trzony pochodzą z lat 1220–1230 i reprezentują styl romański. Wzniesiono je z kamienia pochodzącego z góry Hausstein. I one również mają ośmiokątne, otynkowane nadbudowy, zwieńczone w 1551 renesansowymi hełmami, tzw.  welsche Hauben. Dźwięk dzwonu w wieży Strażniczej obwieszczał miastu niebezpieczeństwo. Czuwanie nad bezpieczeństwem mieszkańców należało do obowiązków strażnika wieżowego, tzw. Hausmanna.
Projekt obszernej świątyni halowej z rzucającą się w oczy nawą środkową sporządził architekt miejski Caspar Crafft. Dziesięcioprzęsłowe wnętrze kościoła jest podzielone na trzy nawy równej wysokości. Ściany zostały przeprute wąskimi, gotyckimi oknami wypełnionymi maswerkiem o geometryzujących wzorach. 10 par smukłych, ośmiokątnych filarów podtrzymuje płytki, zbliżony kształtem do beczki strop, który wypełnia sklepienie sieciowe (w nawie środkowej) lub gwiaździste (w nawach bocznych). Konstrukcja nośna sklepień jest dodatkowo wzmocniona żebrami wychodzącymi bezpośrednio z filarów i poprowadzonych do żeber sklepienia w pewnej odległości od nich. Arcydziełem późnogotyckiej sztuki kamieniarskiej są kamienne wisiory, tzw. cul de lampe dłuta następcy Craffta, Nickela Hoffmanna, zawieszone pod sklepieniem nawy środkowej. Do wnętrza prowadzą dwa jednakowe, ostrołukowe portale umieszczone w ścianach bocznych. Pomiędzy gęsto zbudowanymi przyporami, opinającymi z zewnątrz mury, znajdują się oddzielne, małe kaplice z II poł. XVII w., otwierające się do wnętrza kościoła.
Empory zostały zbudowane dopiero po wprowadzeniu reformacji w Halle (1541) w latach 1550–1554 i stanowią charakterystyczny element wystroju wnętrza. Są one godne uwagi ze względu na historię wczesnego, protestanckiego budownictwa sakralnego. W ich konstrukcji widać już wyraźnie wpływy renesansu. Od zachodu na empory prowadzą wielkie, kamienne, spiralnie kręcone schody. W 1698 zbudowano kolejną kondygnację empor. Przemiana późnośredniowiecznego miejsca kultu w protestancki kościół kazalniczy uwidacznia się dobitnie również we fryzowych  napisach, których treść stanowią cytaty z Biblii oraz napisy kommemoracyjne poświęcone Marcinowi Lutrowi i Justusowi Jonasowi. Architektoniczna funkcjonalizacja pisma w takim zakresie i w zestawieniu z brakiem obrazów nie wystąpiła nigdy przedtem we wnętrzu kościelnym.
Jednolita artykulacja architektoniczna wnętrza przy rezygnacji z osobnego prezbiterium powoduje, iż jest ono uważane za jedno z najdoskonalszych wnętrz niemieckiego późnego gotyku.

## Wyposażenie

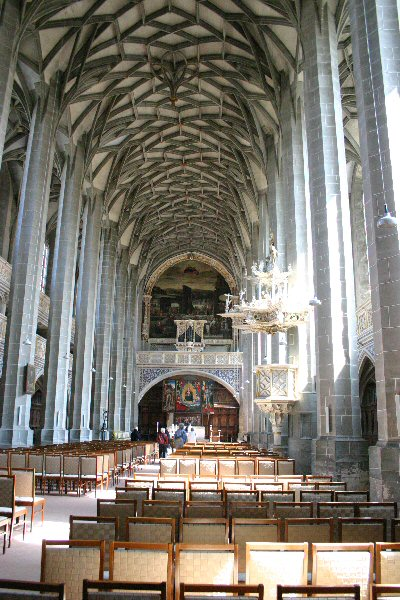
Wnętrze kościoła Mariackiego – nawa środkowa. W oddali – ołtarz główny, nad nim empora organowa i obraz Lichtenfelsa

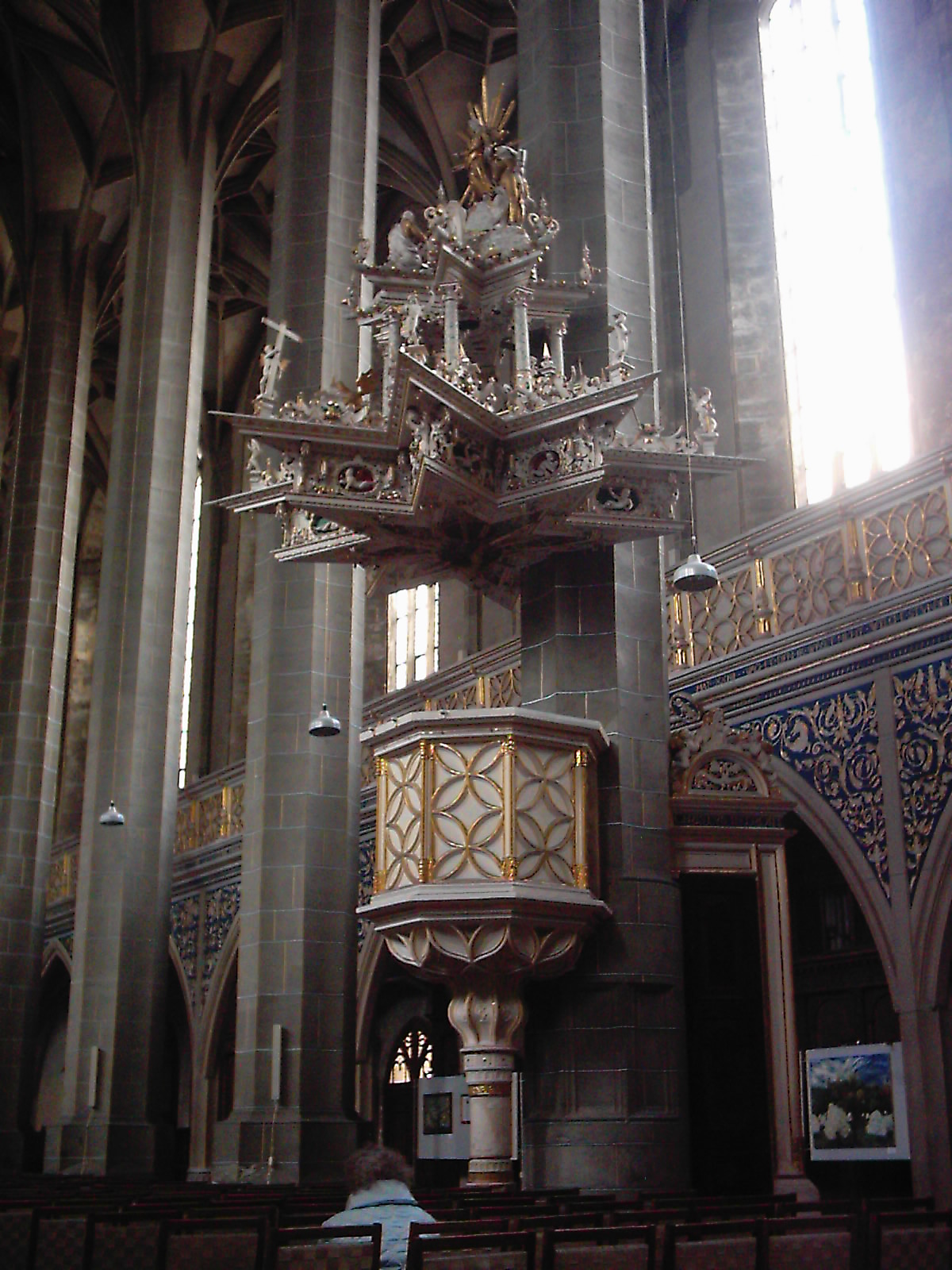
Ambona

Do najcenniejszych elementów wyposażenia kościoła należy ołtarz główny z 1529 z malowidłami pochodzącymi z warsztatu Lucasa Cranacha Starszego), chrzcielnica z brązu (1430) i gotycko-renesansowa ambona z 1541.

### Ołtarz główny
Wielkich rozmiarów drogocenny, drewniany ołtarz w formie tryptyku wyrzeźbił w 1529 Simon Frank, uczeń Lukasa Cranacha Starszego. Ok. 1539 dzieło znalazło się w kościele Mariackim. Jest ostatnim z zachowanych ołtarzy, które kardynał Albrecht von Brandenburg zamówił dla ówczesnej kolegiaty (dziś katedry) w Halle. Na całość kompozycji składa się nieruchoma cześć środkowa, dwa boczne, zamykane skrzydła oraz predella. Obraz środkowy przedstawia tronującą Maryję z Dzieciątkiem na kolanach, wspartą na półksiężycu. U jej stop, z lewej strony klęczy fundator ołtarza, kardynał Albrecht von Brandenburg. Na skrzydłach bocznych ukazani zostali święci rycerze, Maurycy i Aleksander. Na predelli ołtarza przedstawionych zostało Czternastu Świętych Wspomożycieli.
Popularna anegdota  głosi, że kardynał miał kochankę, piękną córkę piekarza Magdalenę Rüdiger. Wyglądała ona młodo, więc kardynał zlecił malarzowi, żeby twarzy Maryi nadal rysy Magdaleny chcąc ją w ten sposób uwiecznić. Mieszkańcy Halle musieli więc odtąd modlić się do Madonny podobnej do kochanki kardynała.
Na ścianie wschodniej, w lunecie ponad ołtarzem został w 1593 umieszczony wielki obraz miejscowego malarza Heinricha Lichtenfelsa. Oprawiony w mistrzowsko wyrzeźbione, kolorowe ramy obraz przedstawia sceny z Dziejów Apostolskich.

### Stalle
Do mniej widocznych, kunsztownych elementów wyposażenia wnętrza należą wyrzeźbione z dębowego drewna renesansowe stalle, zachowane tylko częściowo. Powstały one między 1561 a 1595 w warsztacie Antoniusa Pauwaerta w Ieper. W części wschodniej, za ołtarzem, znajduje się tzw. stalla narzeczonych (Brautgestühl) z 1595, z wyraziście rzeźbionymi okuciami i kartuszami.

### Krucyfiks
Kontrast w stosunku do dawnego wyposażenia stanowi nowoczesny krucyfiks ustawiony na postumencie przy jednym z filarów po lewej stronie ołtarza. Został on wykonany w 1976 z czarnego żelaza przez rzeźbiarza Johanna-Petera Hinza z Halberstadt; artysta przekształcił już istniejący krucyfiks. Ukazuje on cierpiącego Chrystusa, uwalniającego się pomimo męczarni od krzyża i wyciągającego prawą rękę w geście pojednania. Ramię krzyża, do którego przymocowana jest lewa ręką, ugina się pod ciężarem zawieszonego ciała.

### Chrzcielnica
Wykonana z brązu chrzcielnica, ustawiona przed ołtarzem, pochodzi prawdopodobnie z jednego z poprzednich kościołów. Z istniejącej na niej inskrypcji wynika, że została odlana w 1430 w Magdeburgu przez Ludolfa von Braunschweig i jego syna Heinricha. Okrągła czasza chrzcielnicy oparta jest na figurach czterech świętych. Krawędź czaszy pokryta jest ostrołukowym, maswerkowym reliefem przedstawiającym Chrystusa, Maryję oraz apostołów. Niewielki, filigranowy  krucyfiks z Maryją i św. Janem z ok. 1500 pochodzi przypuszczalnie również z jednego z poprzednich kościołów.

### Ambona
Ambona z piaskowca powstała w 1541 razem z jednym z filarów. Pochodzi z warsztatu Nickela Hoffmanna. Pierwsza jej restauracja miała miejsce już w 1666, ostatnia zaś w 1973. Jej forma jest jeszcze późnogotycka ale detale architektoniczne są już typowo renesansowe. Godny uwagi jest zwłaszcza rozbudowany, drewniany daszek akustyczny z 1596. Stanowi on znaczące osiągnięcie snycerza Heinricha Heidenreittera i malarza Heinricha Lichtenfelsera. Daszek składa się z dwóch ośmioramiennych gwiazd, ułożonych jedna nad drugą, nad którymi wznosi się trzecia, mniejsza gwiazda, wsparta na ośmiu misternych kolumienkach. Całość konstrukcji wieńczy rozbudowana scena Przemienienia Pańskiego.
Według tradycji z ambony tej wygłaszał kazania Marcin Luter. Wygłosił on w sumie trzy kazania w kościele Mariackim.

### Maska pośmiertna Lutra
Oryginalna maska pośmiertna Marcina Lutra należy do skarbów i świadectw czasu reformacji, w które bogaty jest kościół Mariacki. Woskowa maska reformatora chrześcijaństwa została umieszczona w dużej witrynie w specjalnie na ten cel przygotowanym pomieszczeniu w północno-zachodnim narożniku wieży i od maja 2006 udostępniona na stałe do zwiedzania.
Maska powstała przypuszczalnie na podstawie gipsowego odlewu, który 19 lutego 1546 wykonał z twarzy zmarłego w Eisleben Lutra Lukas Furtenagel, malarz z Halle. Kiedy zwłoki Lutra były przewożone w żałobnym kondukcie w drodze do Wittenbergi, gdzie miał nastąpić ich pochówek, orszak zatrzymał się w Halle, a trumnę wystawiono w nocy z 20 na 21 lutego w zakrystii kościoła Mariackiego. Za pośrednictwem Justusa Jonasa, przyjaciela Lutra i pierwszego kaznodziei w tutejszym kościele, maska pośmiertna dostała się w posiadanie wspólnoty parafialnej.
Maska pośmiertna przechodziła w ciągu historii zmienne koleje losu. Od XVII do XX w. używana była jako część naturalnej wielkości figury Lutra. W tym celu otwarto powieki oryginalnej maski a następnie dokonano w niej innych zmian. W 1926 Hans Hahne dokonał rekonstrukcji pierwotnej maski Lutra a następnie sporządził na jej podstawie gipsowy odlew.

### Organy
Kościół Mariacki posiada dwa organy.

#### Małe organy

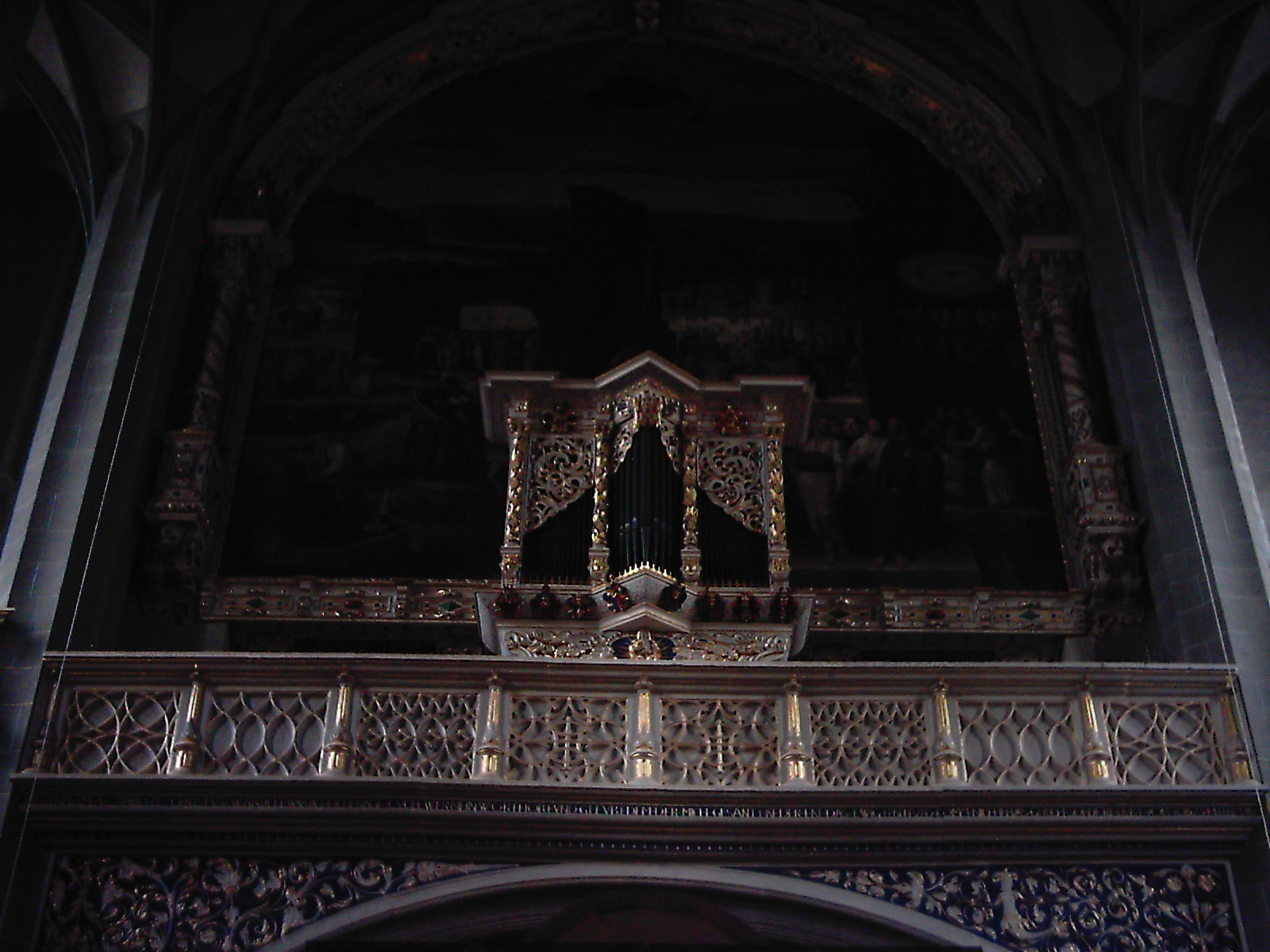
Małe organy na emporze wschodniej

Małe organy są starsze. Znajdują się one na wschodniej emporze nad ołtarzem i pod obrazem Heinricha Lichtenfelsera. Zbudował je w latach 1663–1664 Georga Reichel (za 200 talarów). Na organach tych, należących do najstarszych w Niemczech, pod kierunkiem nauczyciela Friedricha Wilhelma Zachowa uczył się gry organowej młody Georg Friedrich Händel. Został on ochrzczony 24 lutego 1685 właśnie w kościele Mariackim, a w wieku dojrzałym objął posadę organisty w katedrze.
W latach 1746–1764 jako organista w kościele Mariackim pracował Wilhelm Friedemann Bach. Z tego względu był nazywany "Bachem hallskim".
Małe organy mają jeden manuał i 6 głosów oraz strój tzw. kornettonowy: a1 = 476,3 Hz przy 15 °C (wyższy od stroju kamertonowego). Powoduje to, iż przy graniu utworu tercja mała brzmi wyżej, niż wynikałoby to z zapisu nutowego. Przy restauracji instrumentu zdecydowano o niestrojeniu instrumentu w systemie współczesnym ale w stroju  średniotonowym (odmianie stroju nierównomiernie temperowanego), jaki zwykle obowiązywał w czasie budowy organów. W takim stroju dzieła dawnych mistrzów brzmią barwniej i bardziej plastycznie niż w stroju używanym współcześnie. Pomimo iż instrument ma tylko 6 głosów i skromne rozmiary, brzmi zadziwiająco dobrze w przestrzeni, którą zajmuje.
W 1972 zakład organmistrzowski Alexander Schuke z Poczdamu dokonał zakrojonej na szeroką skalę restauracji instrumentu.
Organy mają następującą dyspozycję:
| Manual CD–c                                                                           |
| Grobgedackt 8' Principal 4' Spillflöte 4' Octave 2' Sedetz 1' Sesquialtera II (11/2′) |

#### Wielkie organy

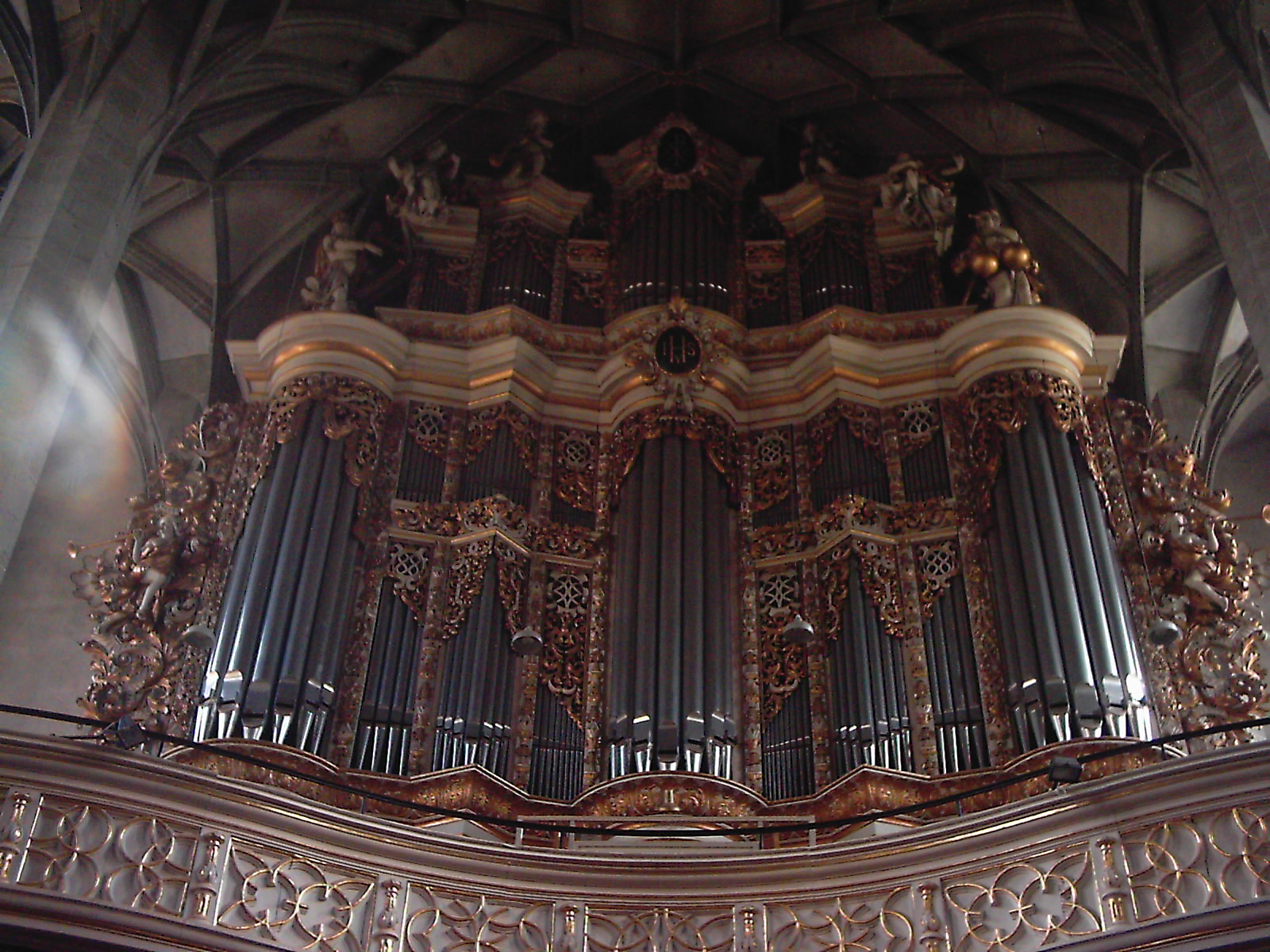
Wielkie organy na emporze zachodniej

Wielkie organy na emporze zachodniej zbudował w latach 1713–1716 Christoph Cuntius z Halberstadt. Zostały one zainaugurowane 3 maja 1716 w obecności Johanna Sebastiana Bacha; do dziś zachował się jedynie ich rozłożysty prospekt (pierwotnie niepomalowany).
Aktualne organy zostały zbudowane w 1984 przez zakład organmistrzowski Alexander Schuke z Poczdamu. Maja one 4170 czynnych piszczałek, z których największe mierzą 5 m a najmniejsze zaledwie 6 mm. Traktura gry jest mechaniczna a traktura rejestrowa – elektryczna. Wiatrownice są typu zasuwowego.
W 2007 zakład organmistrzowski Wilhelm Sauer Orgelbau odrestaurował organy, zaintonował je na nowo i wyposażył w nowy stół gry.
Wielkie organy mają 56 głosów podzielonych na 3 manuały i pedał i następującą dyspozycję
| I Hauptwerk C–a3 | II Oberwerk C– a3 | III SchwellwerkC– a3 | Pedal C– f1 |
| Prinzipal 16' Oktave 8' Rohrflöte 8' Dulzflöte 8' Nassat 51/3′ Oktave 4' Spitzflöte 4' Quinte 22/3′ Oktave 2' Groß-Mixtur VI Klein-Mixtur IV Trompete 16' Trompete 8' | Prinzipal 8' Gedackt 8' Quintadena 8' Oktave 4' Rohrflöte 4' Nassat 22/3′ Spitzflöte 2' Terz 13/5′ Sifflöte 1' Scharff V Dulcian 16' Trichterregal 8' Tremulant | Bordun 16' Holzprinzipal 8' Spillpfeife 8' Gambe 8' Oktave 4' Nachthorn 4' Trichterpfeife 4' Oktave 2' Waldflöte 2' Quinte 11/3′ Septime 11/7′ Sesquialtera III Mixtur VI Bombarde 16' Oboe 8' Schalmei 4' Tremulant | Prinzipalbaß 16' Offenbaß 16' Subbaß 16' Quinte 102/3′ Oktave 8' Baßflöte 8' Oktave 4' Rohrpommer 4' Bauernflöte 2' Baß-Zink III Hintersatz III Mixtur V Posaune 16' Trompete 8' Clairon 4' |

- Połączenia: I/II, I/III, II/III, P/I, P/II, P/III
- Wspomaganie: 4 wolne kombinacje, 2 wolne kombinacje pedałowe, walec crescendo

### Dzwony
W "Błękitnych Wieżach" wiszą 4 dzwony. Dwa z nich są średniowiecznej proweniencji a dwa pozostałe pochodzą z epoki baroku. Najstarszy a zarazem najmniejszy z nich, Bitt- und Gebetsglocke został odlany ok. 1300 w kształcie tzw. gopwy cukru (niem. Zuckerhutrippe). Wszystkie dzwony wiszą na drewnianych jarzmach przymocowanych do drewnianych bali.
W obu "Wieżach Strażniczych" wiszą dwa dzwony zegarowe: Sturmglocke w wieży południowej i XIII-wieczny Stundenglocke w północnej. Oba te dzwony są nieczynne.
| Nr. | Nazwa                  | Rok odlania | Ludwisarnia miejsce;    | Średnica (m) | Waga (t) | Tonacja | Inskrypcja (tłumaczenie)                                                                               | Wieża      |
| 1   | Kleine Festglocke      | 1674        | Jacob Wenzel, Magdeburg | 1,740        | 3,001    | a0      | "Na nadzwyczajne nabożeństwa wzywam, wzniosłą śmierć opłakuję, pory dnia i nocy pokazuję."             | południowa |
| 2   | Große Festglocke       | 1420        | nieznane                | 1,780        | 3,888    | cis1    | "O Królu chwały, przyjdź w pokoju."                                                                    | północna   |
| 3   | Vesperglocke           | 1685        | Jacob Wenzel, Magdeburg | 1,130        | 0,870    | eis1    | "Na codzienne nabożeństwa wzywam, wzniosłą śmierć opłakuję. Dzwonię przy tym na chwałę Bogu i ludziom" | południowa |
| 4   | Bitt- und Gebetsglocke | ok. 1300    | nieznane                | 0,480        | 0,096    | ~ c3    | "Jam jest głos, głos życia. Wzywam was, przyjdźcie i módlcie się!"                                     | południowa |

Dzwony przez długi czas były nieczynne. Poddano je restauracji i w 2004, w 450. rocznicę ukończenia budowy kościoła Mariackiego, rozbrzmiały ponownie.

### Pozostałe wyposażenie
Inne elementy wyposażenia, jak ozdobne kołatki z brązu do drzwi i głowa lwa z ok. 1300, przechowywane są w kościelnym archiwum.